# The Collection (álbum de Jessica Simpson)
The Collection —en español: La Colección—  es el segundo álbum recopilatorio de la cantante estadounidense Jessica Simpson, cuyas primeras publicaciones alrededor del mundo fueron realizadas en el mes de octubre del año 2010. Ello, bajo el sello Camden International y con la comercialización y distribución de la compañía discográfica Sony Music Entertainment. Con su publicación, Simpson culmina con su contrato discográfico con Epic Records. 
A diferencia a sus álbumes anteriores, The Collection, fue lanzado en su mayoría en formato digital, a través de las tiendas digitales, Amazon (A nivel mundial) y itunes (solo en Canadá, Europa y Asia). 

## Antecedentes
A finales septiembre de 2010, Sony Music Entertainment, a través de las tiendas digitales, dio a conocer el lanzamiento de un álbum de grandes éxitos, bajo el nombre de The Collection. A diferencia a sus álbumes anteriores, The Collection, fue lanzado en su mayoría en formato digital, a través de las tiendas digitales, Amazon (A nivel mundial) y itunes (solo en Canadá, Europa y Asia).
Finalmente, The Collection fue lanzado por primera vez el 25 de octubre de 2010, en Reino Unido, bajo el sello Sony Music Camden, sin embargo este no contó con ningún promocional de la cantante.
The Collection incluye sus más exitosas canciones, entre ellas, siete sencillo  top20 hits en el Billboard Hot 100, «I Wanna Love You Forever», «I Think I'm In Love With You», «Irresistible», «With You», «Take My Breath Away», «These Boots Are Made for Walkin'» y  «A Public Affair». Asimismo el álbum también recolipila la pasada de Simpson por la música country, con temas como «Remember That», «Do You Know» y «Come On Over». El tema «Where You Are», no fue incluido en álbum por dos razones, no fue lanzado como sencillo en Europa y Asia, y por licencia de la canción la cual es compartida por Nick Lachey.  

## Listado de canciones
| The Collection |                                     |          |  |
| N.º            | Título                              | Duración |  |
| 1.             | «I Think I'm In Love With You»      | 3:18     |  |
| 2.             | «I Wanna Love You Forever»          | 4:20     |  |
| 3.             | «Irresistible»                      | 3:13     |  |
| 4.             | «Angels»                            | 4:05     |  |
| 5.             | «A Little Bit»                      | 3:47     |  |
| 6.             | «With You»                          | 3:12     |  |
| 7.             | «Take My Breath Away»               | 3:15     |  |
| 8.             | «I Belong To Me»                    | 3:40     |  |
| 9.             | «You Spin Me Round (Like A Record)» | 3:37     |  |
| 10.            | «A Public Affair»                   | 3:21     |  |
| 11.            | «These Boots Are Made for Walkin'»  | 3:58     |  |
| 12.            | «Remember That»                     | 3:44     |  |
| 13.            | «Come On Over»                      | 2:54     |  |
| 14.            | «Do You Know»                       | 5:04     |  |
| 15.            | «When You Told Me You Loved Me»     | 3:48     |  |
| 16.            | «Sweetest Sin»                      | 3:14     |  |

## Posicionamiento
| Listas (2011-2012)                        | Posición |
| ----------------------------------------- | -------- |
| Brunéi Compilations Chart                 | 20       |
| Taiwan Compilations Chart                 | 71       |
| South Korean Albums Chart (International) | 186      |
| Philippine Albums Chart                   | 31       |
| Macau Albums Chart                        | 73       |